# José Ramón Machado Ventura
José Ramón Machado Ventura (San Antonio de las Vueltas, 26 de octubre de 1930) es un médico, político e histórico dirigente comunista cubano, que ocupó el cargo de Primer Vicepresidente de los Consejos de Estado y de Ministros de 2008 a 2013. Fue además ministro de Salud de 1960 a 1968. 
Fundador del Partido Comunista de Cuba (PCC) e integrante de su Buró Político desde 1975, el 19 de abril de 2011 fue designado Segundo Secretario del Comité Central del PCC, el segundo cargo político más importante del país, que ocupó hasta el 19 de abril de 2021.

## Juventud y actividad política
Natural de la localidad de San Antonio de las Vueltas, en la antigua provincia de Las Villas (hoy Villa Clara), nació el 26 de octubre de 1930. Realizó estudios de Medicina en la Universidad de La Habana. 
Durante la dictadura de Fulgencio Batista fue un miembro activo de la Federación Estudiantil Universitaria y posteriormente del Movimiento 26 de Julio. Ingresó a las filas del Ejército Rebelde en la Sierra Maestra, formando parte de la Columna no. 4 bajo las órdenes del Comandante Ernesto Che Guevara y luego de la Columna No.1 encabezada por Fidel Castro. En marzo de 1958 formó parte del grupo de rebeldes que, bajo las órdenes del entonces Comandante Raúl Castro, fundó el Segundo Frente Oriental «Frank País». 
Tras el triunfo de la Revolución fue ayudante del entonces presidente cubano Manuel Urrutia Lleó y luego jefe de los servicios médicos de la Ciudad de La Habana. Ejerció como ministro de Salud Pública entre 1960 y 1968. El 3 de octubre de 1965 fue elegido miembro del Comité Central del Partido Comunista de Cuba, del cual ha sido un importante dirigente, siendo Primer Secretario del PCC en la Ciudad de La Habana entre 1971 y 1977 así como miembro del Buró Político del PCC desde su constitución en 1975. El 19 de abril de 2011, al finalizar el VI Congreso del Partido Comunista de dicho país, fue elegido Segundo Secretario de dicho partido, puesto en el que se mantuvo hasta el 19 de abril de 2021, en el marco de una renovación del Partido, durante su VIII Congreso.
Es diputado a la Asamblea Nacional del Poder Popular de Cuba desde 1976. El 11 de marzo de 2013 recibió el título honorífico de Héroe de la República de Cuba, así como la Orden Playa Girón.

## Primer Vicepresidente de Cuba (2008-2013)
El 24 de febrero de 2008 fue elegido Primer Vicepresidente de la República de Cuba, aumentando su protagonismo político y mediático. En 2013, a los 82 años y a petición propia, fue liberado de su cargo, siendo elegido Vicepresidente del Consejo de Estado, cargo que desempeñó hasta 2018.